# They Go Boom
They Go Boom is een Amerikaanse korte film uit 1929 met in de hoofdrollen het duo Laurel en Hardy. De film werd geregisseerd door James Parrott en geproduceerd door Hal Roach.

## Verhaal
Laurel & Hardy proberen in een gehuurde kamer te slapen. Hardy, die verkouden is, niest constant, terwijl Laurel snurkt. Beiden hebben hierdoor moeite om in slaap te vallen. Ze proberen hun problemen op te lossen, maar dit resulteert in totale chaos. Hun huisbaas (gespeeld door Charlie Hall) dreigt ze eruit te gooien. Als het duo terug in hun kamer is, wordt hun luchtbed per ongeluk gevuld met gas en zo groot opgeblazen dat Stan en Ollie tegen het plafond worden gedrukt. Nadat ze zich de problemen hebben gerealiseerd waarin ze zich bevinden, beginnen ze in paniek te raken, waarop Oliver niest en de matras ontploft. De hoteleigenaar en politieagenten komen de kamer binnen en Oliver niest opnieuw, waardoor het plafond instort.

## Rolverdeling
| Acteur       | Personage    |
| ------------ | ------------ |
| Stan Laurel  | zichzelf     |
| Oliver Hardy | zichzelf     |
| Charlie Hall | huisbaas     |
| Sam Lufkin   | politieagent |

Dit artikel of een eerdere versie ervan is een (gedeeltelijke) vertaling van het artikel They Go Boom op de Engelstalige Wikipedia, dat onder de licentie Creative Commons Naamsvermelding/Gelijk delen valt. Zie de bewerkingsgeschiedenis aldaar.